# آبشار لاخا

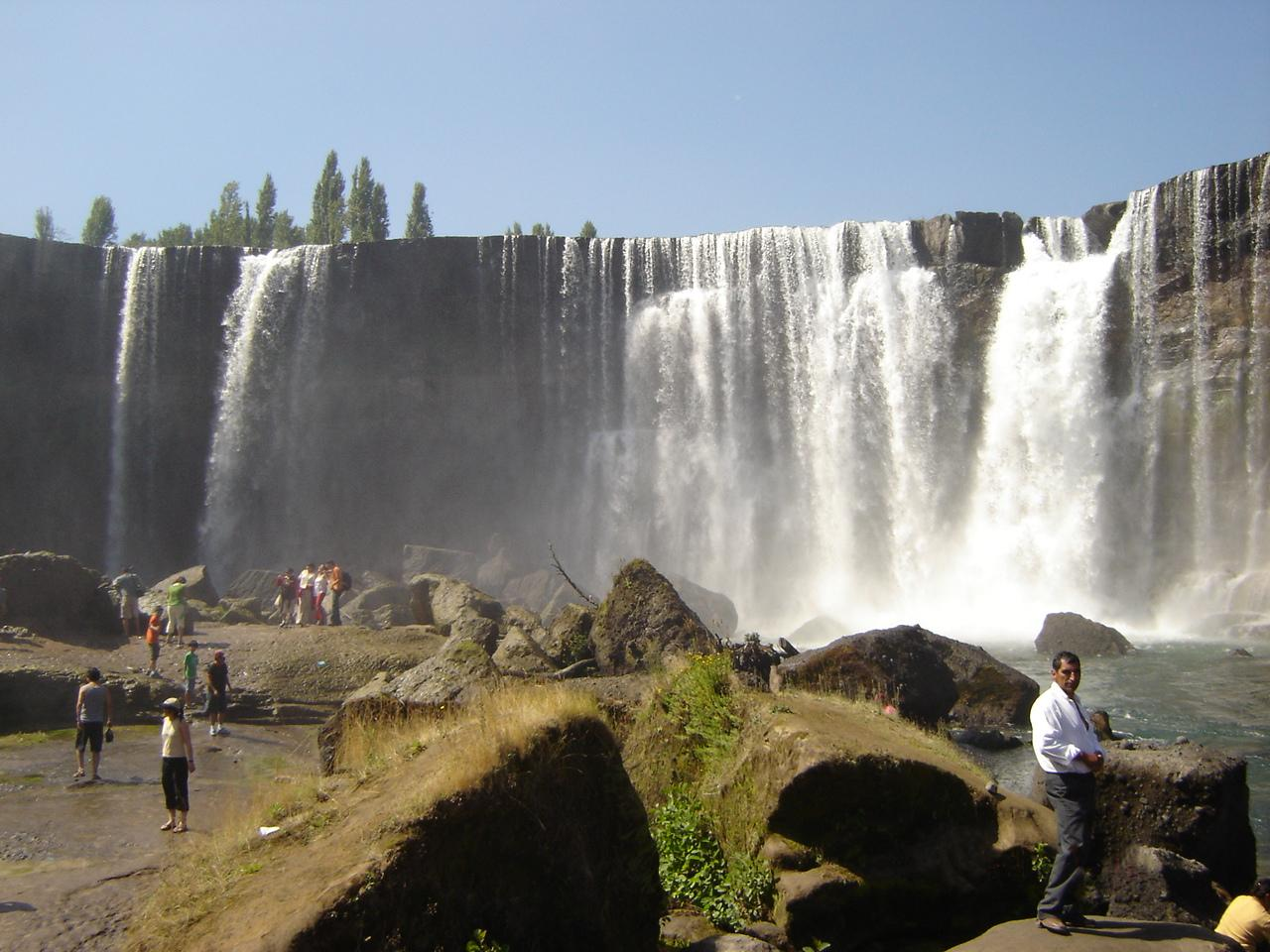
آبشار لاخا

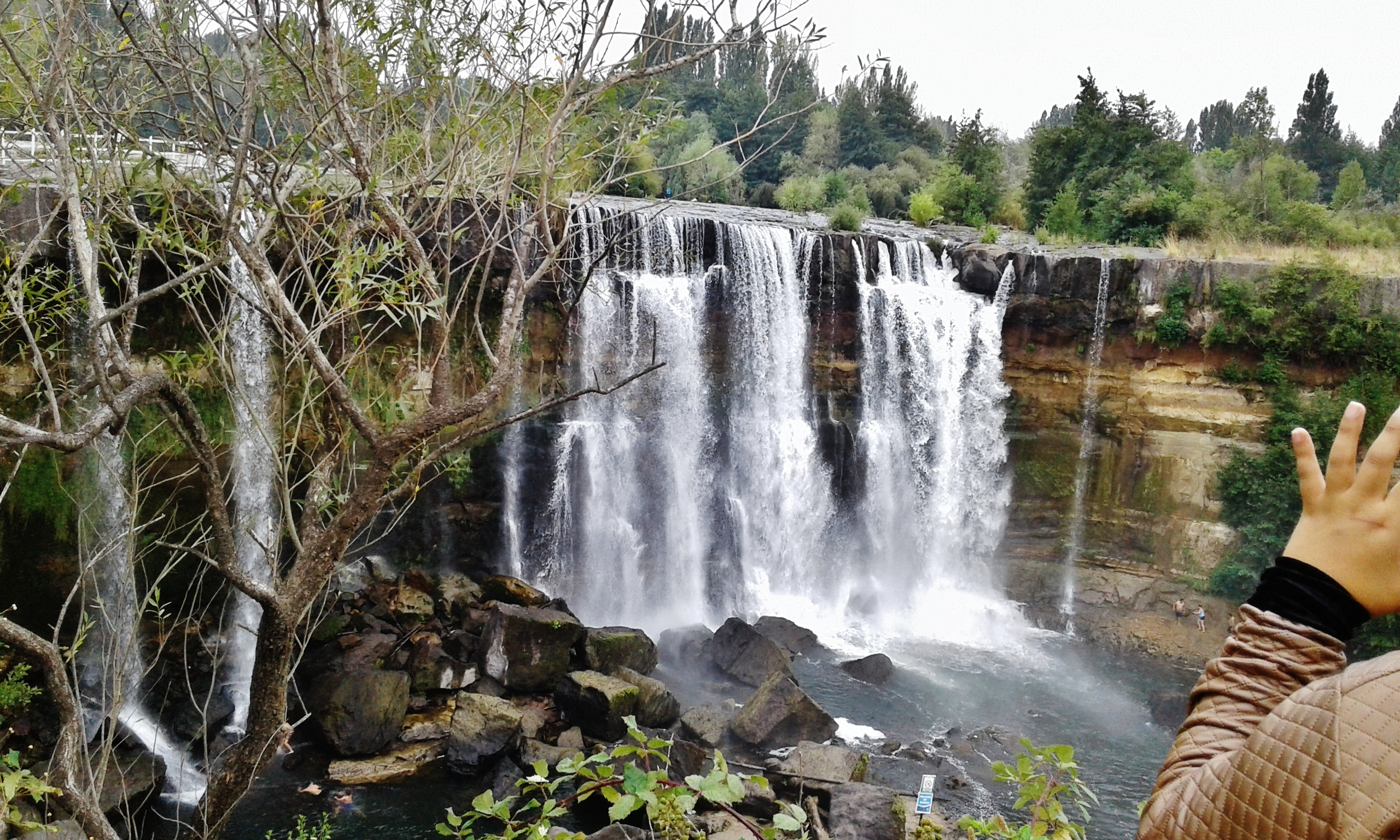
آبشار لاخا

آبشار لاخا (اسپانیایی: Salto del Laja‎) آبشاری است که در رودخانه لاخا در جنوب مرکزی شیلی واقع شده‌است. این آبشار در کنار بزرگراه قدیمی پان آمریکایی، بین شهرهای لس آنجلس و چیلان قرار دارد. در زیر آبشار، رودخانه یک دره باریک را تشکیل داده‌است. این آبشار از چهار آبشار نعل اسبی تشکیل شده‌است که یکی در هر بازوی رودخانه لاخا است. بلندترین آن (۳۵ متر) شرقی‌ترین آبشار است، در حالی که آبشار غربی ۲۰ متر ارتفاع دارد.
فلور اطراف از پوشش گیاهی گونه‌های بومی بولدو، اسپینو، میتن، پئومو ، کورکلن، کویلا، لیتر، آرایان، هله‌کو، نالکا، سس‌ها و آلیسوس تشکیل شده‌است.